# 西村キャンプ場
『西村キャンプ場』（にしむらキャンプじょう）は、2019年10月19日からテレビ新広島（TSS）の制作で毎週土曜17時から17時30分（JST）に放送されているローカルバラエティ番組。バイきんぐ・西村瑞樹の初の冠番組。後述の通り、広島地区以外に一部のフジテレビ系列局にて放送されている（但し全て遅れネット）。番組にオファーがあり『西村キャンプ場』番組ロケ撮影で訪れることがある。
2度の単発放送を経て、レギュラー放送。また、ただ“たき火”の映像だけを楽しむ特別番組として『西村キャンプ場特別編 たき火』を2020年3月29日2時20分 - 4時（28日土曜深夜）に放送。
バイきんぐ西村が三次市「3日だけキャンプ大使」に就任し番組収録（2020年11月放送）。
全国特番を2022年から年に1度放送している。

## 概要
- 広島出身のバイきんぐ西村瑞樹が趣味のキャンプをただひたすら楽しむだけのローカルドキュメントバラエティーキャンプ番組である。アポなしで地元の人と触れ合いながら、西村が出会った生産者から直接無料で頂けた食材のみを西村自身が即興で料理をしてキャンプ飯をキャンプ地で食べる[2]。キャンプを張る場所も西村自身が探して交渉してキャンプしながら目的地を目指す。ロケ車(三菱・デリカD:5。番組スポンサーである広島三菱自動車販売が提供)での移動も西村が自ら運転している。
- 西村がお世話になった人に『西村キャンプ場』番組オリジナルのステッカーや「にしむランタン」を進呈することがある。
- 初期のBGMは主に広島出身の奥田民生の曲が流れた。
- 2019年2月放送の当初の番組名はただ単に『西村キャンプ場』だったが、同年6月から7月にかけてのシーズン2放送時に遡ってシーズン1と後から冠された。2019年10月からのレギュラー放送の現在の番組名は、シーズン3というような表記は無くただ単に『西村キャンプ場』である。
- 2019年10月19日のレギュラー放送化初回の視聴率は15.1％(ビデオリサーチ調べ・広島地区)を記録[3]。
- 『西村キャンプ場』にキャンプを是非してほしいと番組にオファーがあり立ち寄ったことがある。オファーがあった吉和魅惑の里（広島県廿日市市吉和）や芸北国際スキー場（広島県北広島町）に立ち寄りキャンプした模様が放送された。
- 公式サイト企画として「集え!キャンプを愛する者たち」という視聴者からのキャンプ写真を投稿募集している。投稿されたキャンプ写真は西村により選出され西村キャンプ賞が贈られ公式サイト上で発表している。
- 2020年2月、『西村キャンプ場』番組公式ロゴステッカーをTSS WEB SHOPで通販限定発売開始。太陽や水に強い白塩ビ素材を採用。
- 2021年2月22日、テレビ新広島の新社屋移転に伴う特別番組として4:55 - 5:25に『早朝から最高に無駄な生放送!西村キャンプ場』を放送。
- 2023年2月7日から同月10日までの4日間、テレビ新広島のキー局であるフジテレビ制作の情報番組『ぽかぽか』にて本番組が放送されることを同年1月27日に本番組公式Twitterにて発表した[4]。

### 全国ネット特別番組
2022年6月26日、初の全国同時ネット特別番組『西村キャンプ場 〜瀬戸内ぐるっとアポなしキャンプ旅〜』を16:05 - 17:20（『日曜スペシャル』枠）にて放送した。レギュラー放送を遅れネット・不定期放送していない系列局を含めた全国ネットである。
『日曜スペシャル』枠でのTSS制作全国ネット特別番組は1995年から2021年まで『ニッポンを釣りたい!』が放送されており、さらにそれ以前はポカリスエットオープンゴルフトーナメント中継を、やはりTSS制作で全国中継していた。ところが『ニッポンを釣りたい!』は新型コロナウイルス感染拡大の影響により末期は番組スタイルの変更を余儀なくされ、最終2021年は本番組にコンセプトの近い「豪華タレント陣が"釣りアウトドア"を満喫する」内容で放送された。翌2023年からは今田耕司がゲストとして出演するようになり、『今田と西村キャンプ場』のタイトルで放送されている。

## 出演者
- 西村瑞樹（バイきんぐ）

ゲスト
- シーズン1：ヒロシ（2019年2月21日）
- シーズン2：浜口京子（2019年7月13日・7月20日）
- 年末大感謝祭スペシャル：中野美奈子（2019年12月21日）
- 江田島：長野久義（2020年2月29日）
- 日南市：大瀬良大地（2020年3月14日）
- 100回記念：小峠英二（バイきんぐ）（2022年5月28日・6月4日）

ゴールデンゲスト
- 戦場カメラマン 渡部陽一（2021年）
- さくらちゃん（ゴールデン・レトリバー）（2021年1月15日スタート編）
- 尾道 千光寺：枡田絵理奈（2021年1月22日ゴール編）
- 竹原慎二（2022年1月28日第一夜）
- シークレットゲスト（ハリウッドザコシショウ）（2022年2月4日第二夜）
- 奥田民生（2023年）
- 吉川晃司（2024年）
- 大瀬良大地、鈴木福（2025年）

全国特番ゲスト
- よゐこ濱口、河合郁人（当時A.B.C-Z）、馬瓜エブリン（2022年）
- 今田耕司（2023年 - ）

## 放送内容
- シーズン1：広島県南端の地 横島(無人島)から北上しながら広島県最北端の地 庄原市高野町を目指してキャンプ旅[8]。
- シーズン2：愛媛県今治市からしまなみ海道を北上しながら広島県尾道市(千光寺)を目指してキャンプ旅。
- レギュラー放送
  - JR広島駅 → 宮島（2019年10月19日 - 11月9日）
  - 夢吊橋 → 帝釈峡（2019年11月16日 - 12月7日）
  - 瀬戸田サンセットビーチ（生口島） / パワーズ広島店（2019年12月21日）
  - 北広島町（2020年1月18日 - 2月8日）
  - 江田島（2020年2月15日 - 2月29日）
  - 宮崎県日南市（2020年3月7日・14日）レギュラー放送初の広島県外ロケ
  - 福山市（2020年4月）
  - 群馬県 ウエストヴィレッジ（2020年6月20日）
  - 東広島市安芸津町（2020年7月）初のアポありキャンプ旅
  - 庄原市（2020年7月25日）アポありキャンプ旅 / 田植え
  - 呉市（2020年8月）アポありキャンプ旅
  - 無人島キャンプ（2020年8月）アポありキャンプ旅
  - 世羅町（2020年8月）
  - 吉和川（2020年9月）
  - 広島市安佐北区、安佐南区（2020年9月）
  - 安芸高田市（2020年10月）
  - 広島市西区（2020年10月）街中デイキャンプ
  - 庄原市（2020年10月）にしむライス収穫祭
  - 三次市（2020年11月）キャンプ大使
  - 山口県岩国市（2020年12月）"久々の"ドライブキャンプ旅（山口県初収録）
  - 廿日市市宮島（2021年2月）
  - 江田島市（2021年2月）
  - 大竹市（2021年2月）
  - 島根県（2021年2月 - 3月）島根県からのオファーによるキャンプ旅。
  - 安芸郡（2021年4月 - 5月）西村のルーツを目指す旅
  - 呉市（2021年5月 - 7月）のんびりキャンプ旅
  - 三原市（2022年5月28日・6月4日）小峠英二出演回
- ザ・ゴールデン
  - ザ・ゴールデン 広島県横断キャンプ旅（2021年1月15日・22日）
    - サプライズ大作戦の完全版はレギュラー放送の中で別途放送。

  - ザ・ゴールデン第2弾 瀬戸内ぐるっとアポなしキャンプ旅（2022年1月28日・2月4日）
  - ザ・ゴールデン第3弾 広島のスター奥田民生が来たぞ（2023年1月13日）
  - ザ・ゴールデン第4弾 吉川晃司と地元凱旋アポなしキャンプ旅（2024年1月12日）
  - ザ・ゴールデン2025 一夜限りのマツダスタジアムキャンプ場（2025年1月10日）
    - 2024年11月30日・12月1日開催の同名イベントの模様とイベント内で実施した公開収録を放送。同年3月15日通常放送枠にて未公開シーンを含むディレクターズカット特別編を放送。

| 回 | 年     | タイトル                                               | 放送日  | 放送時間      | ゲスト   | ロケ地               | 備考 |
| -- | ------ | ------------------------------------------------------ | ------- | ------------- | -------- | -------------------- | ---- |
| 1  | 2022年 | 西村キャンプ場 〜瀬戸内ぐるっとアポなしキャンプ旅〜    | 6月26日 | 16:05 - 17:20 | -        | 岡山県、広島県など   |      |
| 2  | 2023年 | 今田と西村キャンプ場 奄美大島のんびりアポなし2人旅     | 6月25日 | 16:05 - 17:20 | 今田耕司 | 奄美大島（鹿児島県） |      |
| 3  | 2024年 | 今田と西村キャンプ場 北アルプスでヤッホー!2人旅        | 6月30日 | 16:05 - 17:20 | 今田耕司 | 北アルプス（長野県） |      |
| 4  | 2025年 | 今田と西村キャンプ場2025 食べんさい!広島最高キャンプ飯 | 6月29日 | 16:05 - 17:20 | 今田耕司 | 広島市内             |      |

## テーマ曲
- 「キャンプだホイ」作詞・作曲:マイク眞木、歌:こおろぎ'73

## キャンプだホイ!ダンス
- 画：バイきんぐ西村瑞樹、出演：バイきんぐ西村瑞樹、アクターズスクール広島のみんな
- テレビ新広島『西村キャンプ場』公式サイト内で公開されている、西村出演のダンス動画。キャンプロケ自粛中の自宅から『西村キャンプ場』にリモート出演収録時に西村が「キャンプだホイ」にあわせて即興で踊ったことから生まれた。

## 再放送
- 土曜 2:00 - 2:30（金曜深夜） - 前の週の回の再放送。

過去の再放送
- シーズン2放送開始に際し、シーズン1を2019年6月8日から6月22日まで全3回を毎週土曜17:00 - 17:30に再放送。
- レギュラー放送開始に際し、シーズン2を2019年9月21日から10月12日まで全4回を毎週土曜17:00 - 17:30に再放送。
- 傑作選 2024年1月13日 極寒の庄原編＋お好みソース開発プロジェクト

## スタッフ
- 編成 - 宮崎隆史→深田博隆（レギュラー）→好中奈々子→丸本周作
- 広報 - 木本梨世
- CG - 宮宇地香織→TSSソフトウェア
- 音効 - 山形晃一
- CAM - 坂本良太→桐木風馬
- ディレクター - 山下剛史（シーズン2から）、山本彩美
- プロデューサー - 麻倉良一（栗原が卒業し昇格、2022年7月2日放送廿日市市から）
- 制作協力 - TSSプロダクション
- 制作著作 - TSS[9]

過去のスタッフ
- プロデューサー - 矢野寛樹（シーズン1、2、レギュラー）、栗原昌哉（矢野の卒業時にディレクターより昇格、「瀬戸内海ぐるっとアポなしキャンプ旅」まで）
- ディレクター - 上岡大悟（シーズン2）、福田ひかる、吉田みゆき
- 広報 - 藤井英里子（シーズン2）
- 美術 - 薄井勝統、橋本英司
- MA - 山形晃一
- 音声 - 桐木風馬→山口貴志

## ネット局

### シーズン1
| 放送対象地域                                                        | 放送局                    | 系列局         | 放送期間                                | 放送時間                                                 | 備考              |
| ------------------------------------------------------------------- | ------------------------- | -------------- | --------------------------------------- | -------------------------------------------------------- | ----------------- |
| 広島県                                                              | テレビ新広島（TSS）       | フジテレビ系列 | 2019年2月20日・21日・22日               | 0:25 - 0:55                                              | 【制作局】        |
| 北海道                                                              | 北海道文化放送（UHB）     | フジテレビ系列 | 2020年5月2日 - 5月16日                  | 土曜 1:29 - 1:59（金曜深夜）                             | 遅れネット        |
| 山形県                                                              | さくらんぼテレビ（SAY）   | フジテレビ系列 | 2020年3月14日 2020年3月30日             | 土曜 15:00 - 15:30 月曜 0:30 - 1:30（日曜深夜）          | 遅れネット        |
| 福島県                                                              | 福島テレビ（FTV）         | フジテレビ系列 | 2020年3月16日 - 3月30日                 | 月曜 9:50 - 10:20                                        | 遅れネット        |
| 富山県                                                              | 富山テレビ（BBT）         | フジテレビ系列 | 2020年6月4日 - 6月18日                  | 金曜 2:05 - 2:35（木曜深夜）                             | 遅れネット        |
| 近畿広域圏                                                          | 関西テレビ（KTV）         | フジテレビ系列 | 2020年1月21日 - 2月4日                  | 火曜 2:57 - 3:27（月曜深夜）                             | 遅れネット        |
| 島根県・鳥取県                                                      | 山陰中央テレビ（TSK）     | フジテレビ系列 | 2020年3月18日（第1回・2回）             | 木曜 1:00 - 2:00（水曜深夜）                             | 遅れネット        |
| 高知県                                                              | 高知さんさんテレビ（KSS） | フジテレビ系列 | 2020年5月20日 - 6月3日                  | 水曜 0:55 - 1:25（火曜深夜）                             | 遅れネット        |
| 長崎県                                                              | テレビ長崎（KTN）         | フジテレビ系列 | 2020年1月2日 2020年1月4日 2020年1月18日 | 木曜 14:00 - 14:30 土曜 10:25 - 10:55 土曜 15:55 - 16:25 | 遅れネット        |
| 青森県                                                              | 青森テレビ（ATV）         | TBS系列        | 2020年4月27日 - 5月11日                 | 月曜 0:50 - 1:20（日曜深夜）                             | 遅れネット        |
| シーズン1 特別編 （全3回を1時間に再編集したディレクターズカット版） |                           |                |                                         |                                                          |                   |
| 関東広域圏                                                          | フジテレビ（CX）          | フジテレビ系列 | 2020年1月4日                            | 2:55 - 3:55                                              | フジバラナイトFRI |
| 中京広域圏                                                          | 東海テレビ（THK）         | フジテレビ系列 | 2020年1月13日                           | 2:00 - 3:00                                              |                   |
| 広島県                                                              | テレビ新広島（TSS）       | フジテレビ系列 | 2020年1月11日                           | 15:00 - 16:00                                            | 再放送            |

### シーズン2
| 放送対象地域   | 放送局                   | 系列局         | 放送期間                                                | 放送時間                                                                    | 備考       |
| -------------- | ------------------------ | -------------- | ------------------------------------------------------- | --------------------------------------------------------------------------- | ---------- |
| 広島県         | テレビ新広島（TSS）      | フジテレビ系列 | 2019年6月29日 - 7月20日                                 | 土曜 17:00 - 17:30                                                          | 【制作局】 |
| 北海道         | 北海道文化放送（UHB）    | フジテレビ系列 | 2020年5月30日 - 6月27日                                 | 土曜 1:44 - 2:14（金曜深夜）                                                | 遅れネット |
| 山形県         | さくらんぼテレビ（SAY）  | フジテレビ系列 | 2020年6月20日 2020年6月27日 2020年7月11日 2020年7月18日 | 日曜 14:00 - 14:30 土曜 11:15 - 11:45                                       | 遅れネット |
| 福島県         | 福島テレビ（FTV）        | フジテレビ系列 | 2020年4月6日 - 4月27日                                  | 月曜 9:50 - 10:20                                                           | 遅れネット |
| 関東広域圏     | フジテレビ（CX）         | フジテレビ系列 | 2020年2月5日 2020年2月12日                              | 水曜 2:10 - 3:00（火曜深夜） 水曜 1:50 - 2:50（火曜深夜）                   | 遅れネット |
| 新潟県         | NST新潟総合テレビ（NST） | フジテレビ系列 | 2020年5月24日 2020年6月13日 2020年7月19日 2020年8月15日 | 日曜 16:00 - 16:30 土曜 16:00 - 16:30 日曜 16:55 - 17:25 土曜 16:00 - 16:30 | 遅れネット |
| 富山県         | 富山テレビ（BBT）        | フジテレビ系列 | 2020年6月20日 - 7月11日                                 | 土曜 10:55 - 11:24                                                          | 遅れネット |
| 長野県         | 長野放送（NBS）          | フジテレビ系列 | 2020年7月25日 2020年8月10日 2020年8月11日 2020年8月12日 | 土曜 10:45 - 11:15 月曜 16:20 - 16:50 火曜 16:20 - 16:50 水曜 16:20 - 16:50 | 遅れネット |
| 近畿広域圏     | 関西テレビ（KTV）        | フジテレビ系列 | 2020年2月11日 - 3月3日                                  | 火曜 2:57 - 3:27（月曜深夜）                                                | 遅れネット |
| 岡山県・香川県 | 岡山放送（OHK）          | フジテレビ系列 | 2020年8月1日 2020年8月8日 2020年8月15日 2020年8月23日   | 土曜 15:15 - 15:45 土曜 15:00 - 15:30 土曜 16:15 - 16:45 日曜 17:00 - 17:30 | 遅れネット |
| 島根県・鳥取県 | 山陰中央テレビ（TSK）    | フジテレビ系列 | 2020年3月5日・12日                                      | 木曜 0:30 - 1:30（水曜深夜）                                                | 遅れネット |
| 福岡県         | テレビ西日本（TNC）      | フジテレビ系列 | 2020年4月7日 -                                          | 水曜 2:25 - 2:55（火曜深夜）                                                | 遅れネット |
| 長崎県         | テレビ長崎（KTN）        | フジテレビ系列 | 2020年2月15日 - 3月14日                                 | 土曜 15:55 - 16:25 第2回のみ土曜 14:50 - 15:20                              | 遅れネット |
| 熊本県         | テレビ熊本（TKU）        | フジテレビ系列 | 2020年8月2日 2020年8月9日 2020年8月22日                 | 日曜 17:00 - 17:30 日曜 16:55 - 17:25 土曜 15:05 - 16:00                    | 遅れネット |
| 宮崎県         | テレビ宮崎（UMK）        | フジテレビ系列 | 2020年10月6日・7日・8日                                 | 15:15 - 15:45                                                               | 遅れネット |
| 鹿児島県       | 鹿児島テレビ（KTS）      | フジテレビ系列 | 2020年7月5日 - 7月26日                                  | 月曜 1:25 - 1:55（日曜深夜） 第2回のみ15分繰上げ                            | 遅れネット |
| 青森県         | 青森テレビ（ATV）        | TBS系列        | 2020年3月3日 - 3月24日                                  | 火曜 1:25 - 1:55（月曜深夜）                                                | 遅れネット |

### レギュラー
現在のネット局は、公式サイトも参照。
| 放送対象地域   | 放送局                    | 系列局         | 放送期間                                                                          | 放送時間 | 備考       |  |
| -------------- | ------------------------- | -------------- | --------------------------------------------------------------------------------- | --- | ---------- |  |
| 広島県         | テレビ新広島（TSS）       | フジテレビ系列 | 2019年10月19日 -                                                                  | 土曜 17:00 - 17:30                                                                                                  | 【制作局】 |  |
| 北海道         | 北海道文化放送（UHB）     | フジテレビ系列 | 2020年7月4日 - 不明 不明 -                                                        | 土曜 1:44 - 2:14（金曜深夜） 土曜 1:19 - 1:49（金曜深夜）                                                           | 遅れネット |  |
| 岩手県         | 岩手めんこいテレビ（mit） | フジテレビ系列 | 2022年4月2日 - 2022年12月 2023年1月 - 2025年3月 2025年4月                         | 土曜 12:00 - 13:00（2週分放送） 土曜 12:30 - 13:00 火曜 15:15 - 15:45                                               | 遅れネット |  |
| 宮城県         | 仙台放送（OX）            | フジテレビ系列 | 2023年7月22日 -                                                                   | 土曜 5:30 - 6:00 | 遅れネット |  |
| 山形県         | さくらんぼテレビ（SAY）   | フジテレビ系列 | 2020年10月4日 -2021年3月 2023年4月 -                                              | 日曜 12:00 - 12:30 月曜 15:15 - 15:45                                                                               | 遅れネット |  |
| 福島県         | 福島テレビ（FTV）         | フジテレビ系列 | 2021年1月12日 - 不明 不明 -                                                       | 水曜1:40 - 2:10（火曜深夜） 火曜 15:15 - 15:45                                                                      | 遅れネット |  |
| 関東広域圏     | フジテレビ（CX）          | フジテレビ系列 | 2020年4月5日 -                                                                    | | 不定期     |  |
| 静岡県         | テレビ静岡（SUT）         | フジテレビ系列 | 2020年7月5日 - 2021年10月18日 2021年10月25日 - 2023年3月 2023年4月 -              | 日曜 2:50 - 3:20（土曜深夜） 日曜 2:20 - 2:50（土曜深夜） 土曜 11:10 - 11:40                                        | 遅れネット |  |
| 中京広域圏     | 東海テレビ（THK）         | フジテレビ系列 | 2020年1月17日 - 3月27日 2020年3月31日 - 2022年9月27日 2022年10月6日 - 不明 不明 - | 金曜 2:40 - 3:10（木曜深夜） 火曜 1:02 - 1:35（月曜深夜） 木曜 0:55 - 1:33（水曜深夜） 木曜 1:05 - 1:40（水曜深夜） | 遅れネット |  |
| 福井県         | 福井テレビ（FTB）         | フジテレビ系列 | 2021年4月11日 - 2023年3月 2023年4月 - 不明 不明 -                                 | 日曜 9:30 - 10:00 火曜 0:25 - 0:55 （月曜深夜） 日曜 17:00 - 17:30                                                  | 遅れネット |  |
| 近畿広域圏     | 関西テレビ（KTV）         | フジテレビ系列 | 2020年4月3日 - 7月3日 2020年7月13日 - 9月14日 2020年9月25日 - 不明 不明 -         | 金曜 1:25 - 1:55（木曜深夜） 月曜 2:59 - 3:28（日曜深夜） 金曜 0:25 - 0:55（木曜深夜） 日曜 0:45 - 1:15（土曜深夜） | 遅れネット |  |
| 岡山県・香川県 | 岡山放送（OHK）           | フジテレビ系列 | 2020年10月10日 -                                                                  | 土曜・日曜 | 不定期     |  |
| 島根県・鳥取県 | 山陰中央テレビ（TSK）     | フジテレビ系列 | 2020年4月5日 -                                                                    | 日曜 17:00 - 17:30                                                                                                  | 遅れネット |  |
| 愛媛県         | テレビ愛媛（EBC）         | フジテレビ系列 | 2021年4月2日 -                                                                    | | 不定期     |  |
| 高知県         | 高知さんさんテレビ（KSS） | フジテレビ系列 | 2020年 - 2024年9月 2024年10月 -                                                   | 水曜 1:55 - 2:25（火曜深夜） 火曜 0:55 - 1:25（月曜深夜）                                                           | 遅れネット |  |
| 福岡県         | テレビ西日本（TNC）       | フジテレビ系列 | 2023年4月3日 - 不明 不明 -                                                        | 火曜 1:55 - 2:25 （月曜深夜） 月曜 1:00 - 1:30（日曜深夜）                                                          | 遅れネット |  |
| 佐賀県         | サガテレビ（STS）         | フジテレビ系列 | 2020年4月10日 - 7月4日 2020年 - 不明                                              | 土曜 0:55 - 1:25（金曜深夜） 土曜 15:00 - 15:30                                                                     | 遅れネット |  |
| 長崎県         | テレビ長崎（KTN）         | フジテレビ系列 | 2020年6月14日 -                                                                   | 日曜 8:55 - 9:25 | 遅れネット |  |
| 熊本県         | テレビ熊本（TKU）         | フジテレビ系列 | 不明 - 2024年9月 2024年10月 -                                                     | 土曜 11:05 - 11:35 土曜 10:35 - 11:05                                                                               | 遅れネット |  |
| 山口県         | テレビ山口（tys）         | TBS系列        |                                                                                   | | 不定期     |  |

#### ザ・ゴールデン
制作局を除く放送実績のある局のみ記載。
- 2021年：フジテレビ、関西テレビ[17]、テレビ熊本
- 2025年：フジテレビ、テレビ静岡、東海テレビ、福井テレビ、岡山放送、テレビ愛媛、高知さんさんテレビ

#### 全国ネット特別番組
| 放送期間                                  | 放送時間           | 放送局                                                  | 対象地域 | 備考                 |
| ----------------------------------------- | ------------------ | ------------------------------------------------------- | -------- | -------------------- |
| 2022年6月26日 2023年6月25日 2024年6月30日 | 日曜 16:05 - 17:20 | テレビ新広島（製作局）ほか フジテレビ系列フルネット26局 | 日本国内 | 『日曜スペシャル』枠 |

## 番外編
- 『西村キャンプ場』番外編 たき美人（2019年、テレビ新広島）

女性が1人でたき火をするだけのミニ番組。西村瑞樹は出演しない。テレビ新広島の「ポケットTSS」で配信されている。

## 特別編
- 『西村キャンプ場』特別編 たき火（2020年3月29日2時20分 - 4時（28日土曜深夜）、テレビ新広島）
  - ただ“たき火”の映像だけを楽しむ特別番組。主音声はBGMあり、副音声はたき火の音のみで放送された。
  - BGM全23曲

1. Wildfire / John Mayer
2. Colors / Amos Lee
3. Lover, You Should Have Come Over / Jamie Cullum
4. Badge And Gun / John Mayer
5. One Life / Justin Bieber
6. Come Away With Me / Norah Jones
7. Third Degree / Eric Clapton
8. Whiskey, Whiskey, Whiskey / John Mayer
9. Patience / Guns N' Roses
10. I've Been Drinking / Jeff Beck
11. Say Something / A Great Big World & Christina Aguilera
12. Shape of My Heart / Sting
13. Desperado / 羊毛とおはな
14. Helpless / Neil Young
15. 今日までそして明日から / 奥田民生
16. She's Got A Way / Billy Joel
17. I Will Be Found(Lost At Sea) / John Mayer
18. Finally//beautiful Stranger / Halsey
19. 幸先坂 / 椎名林檎
20. Annie / Dave Barnes
21. brother / iri
22. 古ぼけた写真 / 近藤房之助 & The Deepest Pocket
23. 悲しくてやりきれない / 奥田民生

- 『西村キャンプ場』特別編 たき火と肉（2021年4月18日1時50分 -（17日深夜）、テレビ新広島）
  - ただ“たき火と肉”の映像だけを楽しむ特別番組。主音声はたき火の音のみ、副音声はBGMありで放送された。
  - BGM全21曲

1. Natural Mystic / Bob Marley & the Wailers
2. Is This the World We Created...? / Queen
3. Sweet Potato / Elvin Bishop
4. HOME / 清水翔太
5. I Guess I Just Feel LIke / John Mayer
6. Moments / One Direction
7. ウイスキーが、お好きでしょ / SAYURI
8. Ribbon In THe Sky / Stevie Wonder
9. Alone Again / Gilbert O'Sullivan
10. C.A.M.P / Yogee New Waves
11. Autumn Leaves / Eric Clapton
12. My Valentine / Paul McCartney
13. P / スピッツ
14. Just One Day / BTS
15. Ordinary People / 平井大
16. 黄昏泣き / 東京事変
17. Are you Lonesome Tonight? / Elvis Presley
18. くだらないの中に / 星野源
19. Independence Day / Bruce Springsteen
20. Best Part Of Me / Ed Sheeran ft.YEBBA YEBBA
21. If / Bread

- 『西村キャンプ場』特別編 たき火と肉 30分版（2021年4月24日16:30-17:00、テレビ新広島）

1. Hey Jude / The Beatles
2. ウイスキーが、お好きでしょ / SAYURI
3. Alone Again / Gilbert O'Sullivan
4. P / スピッツ
5. My Valentine / Paul McCartney
6. Intentions / Justin Bieber

## DVD
- 西村キャンプ場 最南端から最北端へ!広島縦断アポなしキャンプ旅（2022年1月24日予定）
  - 本編副音声:バイきんぐ西村と番組ディレクター
  - 特典映像:『西村キャンプ場特別編 たき火』30分間、たき火だけ / 『密着!西村キャンプ場ロケの裏側』